# ألي سبرينغ
ألي سبرينغ (بالإنجليزية: Alley Spring) هي إحدى المجتمعات الفردية (غير مصنفة) في ولاية ميزوري في الولايات المتحدة الأمريكية.